# 권병현
권병현(權丙鉉, 1938년 3월 24일 ~ , 경상남도 하동군)은 대한민국의 외교관이다. 제4대 주중 대사를 지냈다.

## 경력
- 진교농업고등학교 졸업
- 서울대학교 행정학 학사
- 피츠버그대학교 대학원 석사
- 1974년 외무부 동북아 2과장
- 1994년 주호주 대사
- 1998년 주중국 대한민국 대사
- 2000년 재외동포재단 이사장
- 2011년 한중문화청소년협회 미래숲 대표

| 전임 정종욱 | 제4대 주 중국 대사 1998년 4월 28일(신임장 제정) ~ 2000년 8월 7일 | 후임 홍순영 |